# انسفالیت وابسته به آنتی-هو
انسفالیت وابسته به آنتی-هو (همچنین به نام: انسفالیت وابسته به anti-ANNA1) نوعی نامتداول از الهتاب مغز است که با سرطان مرتبط است و می‌تواند اختلالات روانپزشکی ایجاد کند؛ از جمله: افسردگی، اضطراب و توهم. همچنین می‌تواند علایم عصب شناختی ایجاد کند؛ از جمله: روان‌آشفتگی، یادزدودگی، سستی، بی‌حسی، درد، حملات صرع و اختلالات حرکتی.
اگرچه علت آن ناشناخته است اما رایج‌ترین فرضیه این است که علت آن حمله دستگاه ایمنی به دستگاه عصبی است. این حمله دستگاه ایمنی در بیشتر موارد با سرطان مرتبط است که این سرطان معمولاً از نوع کارسینومای ریوی سلول کوچک است. پادتن همنام این شرایط یعنی پادتن آنتی-هو، پروتئینی است که توسط دستگاه ایمنی ساخته می‌شود و تقریباً در همه موارد موجود است. درمان آن بر روی حذف سرطان و سرکوب سیستم ایمنی متمرکز است. پیش‌آگهی پزشکی آن هنوز ضعیف است و بیشتر بیماران یک سال پس از تشخیص بیماری می‌میرند.